# Atletica leggera ai XVIII Giochi del Mediterraneo - 5000 metri piani maschili
La specialità dei 5000 metri piani maschili ai XVIII Giochi del Mediterraneo si è svolta il 27 giugno 2018 presso l'Estadio de Atletismo de Campclar di Tarragona.
La competizione è stata vinta dal marocchino Younès Essalhi, che ha preceduto il connazionale Soufiyan Bouqantar ed l'italiano Yemaneberhan Crippa.

## Calendario
| Data      | Ora   | Turno  |
| --------- | ----- | ------ |
| 27 giugno | 21:25 | Finale |

## Finale
| Pos.    | Nome                     | Nazionalità | Tempo    | Note                          |
| ------- | ------------------------ | ----------- | -------- | ----------------------------- |
| Oro     | Younès Essalhi           | Marocco     | 13:56.12 |                               |
| Argento | Soufiyan Bouqantar       | Marocco     | 13:56.28 |                               |
| Bronzo  | Yemaneberhan Crippa      | Italia      | 13:56.53 |                               |
| 4       | Antonio Abadía           | Spagna      | 13:56.74 |                               |
| 5       | Fernando Carro           | Spagna      | 13:57.26 |                               |
| 6       | Lorenzo Dini             | Italia      | 13:59.25 |                               |
| 7       | Markos Gkourlias         | Grecia      | 13:59.59 | Miglior prestazione personale |
| 8       | Jimmy Gressier           | Francia     | 14:01.13 | Miglior prestazione personale |
| 9       | Felix Bour               | Francia     | 14:02.35 |                               |
| 10      | Polat Kemboi Arıkan      | Turchia     | 14:03.33 |                               |
| 11      | Samuel Barata            | Portogallo  | 14:14.93 |                               |
| 12      | Ramazan Özdemir          | Turchia     | 14:18.14 |                               |
| 13      | Elzan Bibić              | Serbia      | 14:32.05 |                               |
| 14      | Georgios Michalis Tassis | Grecia      | 14:38.33 | Miglior prestazione personale |